# خط عرض 25° شمال
خط عرض 25° شمال هي إحدى دوائر العرض الجغرافية، وهي دوائر وهمية تحيط بالكرة الأرضية، وموازية لخط الاستواء، وتتميز هذه الدائرة بأن الأراضي الواقعة عليها تنتمي للمنطقة المدارية الحارة.

## حول العالم
يبدأ من خط الزوال الأولي ويتجه شرقا، خط عرض 25° شمال يمر عبر:
| الإحداثيات                           | البلد أو الإقليم أو البحر | ملاحظات |
| ------------------------------------ | ------------------------- | --- |
| 25°0′N 0°0′E / 25.000°N 0.000°E      | الجزائر                   | |
| 25°0′N 10°2′E / 25.000°N 10.033°E    | ليبيا                     | |
| 25°0′N 25°0′E / 25.000°N 25.000°E    | مصر                       | |
| 25°0′N 34°57′E / 25.000°N 34.950°E   | البحر الأحمر              | |
| 25°0′N 37°17′E / 25.000°N 37.283°E   | السعودية                  | |
| 25°0′N 50°38′E / 25.000°N 50.633°E   | الخليج العربي             | خليج البحرين |
| 25°0′N 50°48′E / 25.000°N 50.800°E   | قطر                       | |
| 25°0′N 51°38′E / 25.000°N 51.633°E   | الخليج العربي             | |
| 25°0′N 55°3′E / 25.000°N 55.050°E    | الإمارات العربية المتحدة  | |
| 25°0′N 56°22′E / 25.000°N 56.367°E   | المحيط الهندي             | بحر العرب |
| 25°0′N 66°42′E / 25.000°N 66.700°E   | باكستان                   | بلوشستان (باكستان) - لحوالي 16 km السند (إقليم) - مرورا بشمال كراتشي                                                             |
| 25°0′N 70°55′E / 25.000°N 70.917°E   | الهند                     | راجستان ماديا براديش أتر برديش Madhya Pradesh Uttar Pradesh Madhya Pradesh Uttar Pradesh بهار (الهند) بنغال الغربية              |
| 25°0′N 88°24′E / 25.000°N 88.400°E   | بنغلاديش                  | |
| 25°0′N 92°25′E / 25.000°N 92.417°E   | الهند                     | آسام مانيبور |
| 25°0′N 94°43′E / 25.000°N 94.717°E   | ميانمار (Burma)           | |
| 25°0′N 97°43′E / 25.000°N 97.717°E   | جمهورية الصين الشعبية     | يونان (الصين) - passing just to the south of كونمينغ قويتشو قوانغشي خونان Guangxi Hunan غوانغدونغ Hunan Guangdong جيانغشي فوجيان |
| 25°0′N 118°59′E / 25.000°N 118.983°E | بحر الصين الجنوبي         | مضيق تايوان |
| 25°0′N 121°1′E / 25.000°N 121.017°E  | جمهورية الصين             | جزيرة تايوان (تملكه جمهورية الصين الشعبية) - مرورا بجنوب تايبيه                                                                  |
| 25°0′N 121°59′E / 25.000°N 121.983°E | المحيط الهادئ             | مرورا بشمال جزيرة مياكو, اليابان · مرورا بشمال آيوو جيما, اليابان                                                                |
| 25°0′N 112°12′W / 25.000°N 112.200°W | المكسيك                   | Isla Magdalena ولاية باخا كاليفورنيا سور mainland Isla San José                                                                  |
| 25°0′N 110°34′W / 25.000°N 110.567°W | خليج كاليفورنيا           | |
| 25°0′N 108°13′W / 25.000°N 108.217°W | المكسيك                   | Isla Altamura Isla Talchichitle ولاية سينالوا ولاية دورانغو ولاية كواهويلا ولاية نويفو ليون ولاية تاماوليباس                     |
| 25°0′N 97°32′W / 25.000°N 97.533°W   | خليج المكسيك              | |
| 25°0′N 80°32′W / 25.000°N 80.533°W   | الولايات المتحدة          | جزيرة Key Largo، فلوريدا |
| 25°0′N 80°31′W / 25.000°N 80.517°W   | المحيط الأطلسي            | فلوريدا (مضيق) |
| 25°0′N 78°10′W / 25.000°N 78.167°W   | جزر البهاما               | جزيرة Andros |
| 25°0′N 77°57′W / 25.000°N 77.950°W   | المحيط الأطلسي            | |
| 25°0′N 77°33′W / 25.000°N 77.550°W   | جزر البهاما               | جزيرة بروفيدانس الجديدة - مرورا بجنوب ناساو                                                                                      |
| 25°0′N 77°20′W / 25.000°N 77.333°W   | المحيط الأطلسي            | |
| 25°0′N 76°9′W / 25.000°N 76.150°W    | جزر البهاما               | جزيرة Eleuthera |
| 25°0′N 76°8′W / 25.000°N 76.133°W    | المحيط الأطلسي            | |
| 25°0′N 14°50′W / 25.000°N 14.833°W   | الصحراء الغربية           | تملكه المغرب و the الجمهورية العربية الصحراوية الديمقراطية                                                                       |
| 25°0′N 12°0′W / 25.000°N 12.000°W    | موريتانيا                 | |
| 25°0′N 6°34′W / 25.000°N 6.567°W     | موريتانيا / مالي border   | |
| 25°0′N 4°49′W / 25.000°N 4.817°W     | الجزائر                   | |